# Do for Love
Do for Love – drugi singel z pośmiertnej płyty Tupaca Shakura pod tytułem R U Still Down? (Remember Me). Zawiera sample utworu „What You Won’t Do for Love”, której autorem jest Bobby Caldwell.

## Notowania
| Rok  | Notowanie         | Najwyższa pozycja |
| ---- | ----------------- | ----------------- |
| 1998 | Billboard Hot 100 | 21                |

## Certyfikaty i sprzedaż
| Kraj                     | Certyfikat  | Sprzedaż |
| ------------------------ | ----------- | -------- |
| Stany Zjednoczone (RIAA) | złota płyta | 500 000+ |
| Wielka Brytania (BPI)    | złota płyta | 400 000+ |